# Miss Match
Miss Match è una serie televisiva statunitense andata in onda nel 2003 sulla NBC.
La serie è stata creata da Jeff Rake (The Practice - Professione avvocati) e Darren Star (Sex and the City) e prodotta dalla 20th Century Fox. La prima ed unica stagione è stata trasmessa a partire dal settembre del 2003, ma dopo undici episodi la serie è stata sospesa, lasciando inediti sette episodi. In Italia sono stati trasmessi tutti i diciotto episodi, prima sul canale satellitare Fox Life, della piattaforma SKY, e successivamente su Canale 5.
Tema musicale principale della serie è Love Is Gonna Get You, eseguita Macy Gray. Durante la breve vita della serie, hanno preso parte ad alcuni episodi attori come Dina Meyer, Nathan Fillion, Bradley Cooper, Daniel Dae Kim e molti altri.

## Trama
L'avvocato divorzista Kate Fox lavora nello studio legale gestito da suo padre Jerry, che vive la sua professione in modo cinico e scrupoloso. Kate, in contrasto con la sua professione, scopre di avere un particolare dono nell'unire presunte anime gemelle. Questo per lei diventerà un specie di missione, lavorando come avvocato divorzista di giorno e trasformandosi di notte in un moderno Cupido.

## Episodi
| Stagione       | Episodi | Prima TV originale | Prima TV Italia |
| -------------- | ------- | ------------------ | --------------- |
| Prima stagione | 18      | 2003               | 2004            |